# Massimo Carminati
Massimo Carminati (* 31. Mai 1958 in Mailand, Spitzname „der letzte König von Rom“) ist ein italienischer Krimineller. Er war Mitglied in der militanten neofaschistischen Organisation Nuclei Armati Rivoluzionari (deutsch: „Bewaffnete Revolutionäre Kerne“), die von 1977 bis 1981 wirkte und wahrscheinlich für 33 Morde verantwortlich ist. Außerdem war er Mitglied der kriminellen Vereinigung Banda della Magliana (deutsch: „Magliana-Bande“). Beide Organisationen spielten eine maßgebliche Rolle in den Korruptionsskandalen bis in die 1990er Jahre.

## Leben
Carminati wurde in Mailand geboren. In den 1960er Jahren zog die Familie nach Rom. Dort wurde er zunächst in der neofaschistischen Partei Movimento Sociale Italiano (MSI) aktiv, später bei der Unterorganisation Fronte universitario d'azione nazionale (FUAN) im Nomentano, einem Stadtviertel im Nordosten von Rom. Mit 14 Jahren bekam er seine erste Pistole. Er wohnte mit seinem zwei Jahre älteren Freund Franco Anselmi in Perugia und besuchte mit ihm zusammen die dortige Universität. Am 6. März 1978 wurde sein Freund beim Raubüberfall auf ein Waffenlager erschossen. Als Rache ließ Carminati vermutlich eine Bombe in der Waffenkammer explodieren. Er konnte für diese Tat nie verurteilt werden.
Carminati verlor 1981 sein linkes Auge bei einer Schießerei mit Grenzschutzbeamten, als er versuchte, illegal die Schweiz zu durchqueren. Er wurde 1993 zusammen mit Giulio Andreotti und Gaetano Badalamenti angeklagt, 1979 an der Ermordung des Journalisten Carmine Pecorelli beteiligt gewesen zu sein. Am 17. November 2002 wurden Andreotti, Badalamenti und Carminati in zweiter Instanz zu je 24 Jahren Haft für die Ermordung von Pecorelli verurteilt. Aber im Jahr 2003 wurden alle drei vom höchsten Gericht Italiens endgültig freigesprochen. 2012 wurde gegen Carminati wegen der Manipulation von Wettspielen ermittelt.

## Verhaftung 2014 und Prozess in Rom
Im Dezember 2014 wurde Carminati zusammen mit 36 anderen verdächtigen Personen verhaftet, denen die Zugehörigkeit zu einem kriminellen Netzwerk vorgeworfen wird. Mit diesem Netzwerk, das von Carminati organisiert worden sei, wurde die staatliche Verwaltung durchzogen. Carminati wird wegen Geldwäsche, Betrug, Untreue und der Bestechung von Amtsträgern angeklagt. Auch Roms ehemaliger Bürgermeister Gianni Alemanno ist in den Skandal verwickelt. Seit 5. November 2015 läuft in Rom ein Prozess gegen Carminati und über 45 weitere Angeklagte. Aus Sicherheitsgründen werden seine Aussagen per Videoübertragung in den Gerichtssaal übertragen. Mit den Bestechungsgelder sollen staatliche Aufträge bei der Abfallbeseitigung, dem Betrieb von Flüchtlingsheimen, der Parkreinigung oder dem Straßenbau an Unternehmen vergeben worden sein, die mit der Mafia zusammenarbeiten oder ihr zumindest nahestehen.
Massimo Carminati wurde im Sommer zu 20 Jahre Gefängnis verurteilt. Das Gericht befand für schuldig, als Kopf des Mafia-Netzwerks durch Bestechung und Erpressung Millionenbeträge für öffentliche Ausschreibungen kassiert zu haben.
Carminatis „Geschäftspartner“, der Unternehmer Salvatore Buzzi, wurde zu 19 Jahren Haft verurteilt. Buzzi war 1983 schon wegen eines brutalen Mords an einem geständigen Mitglied seiner Gang zu 30 Jahren Haft verurteilt worden. Er kam als „geläutert“ nach sechs Jahren Haft wieder auf freien Fuß.